# Zgornja Besnica (gmina Kranj)
Zgornja Besnica – wieś w Słowenii, w gminie miejskiej Kranj. W 2018 roku liczyła 814 mieszkańców. 